# 메트로 밴쿠버

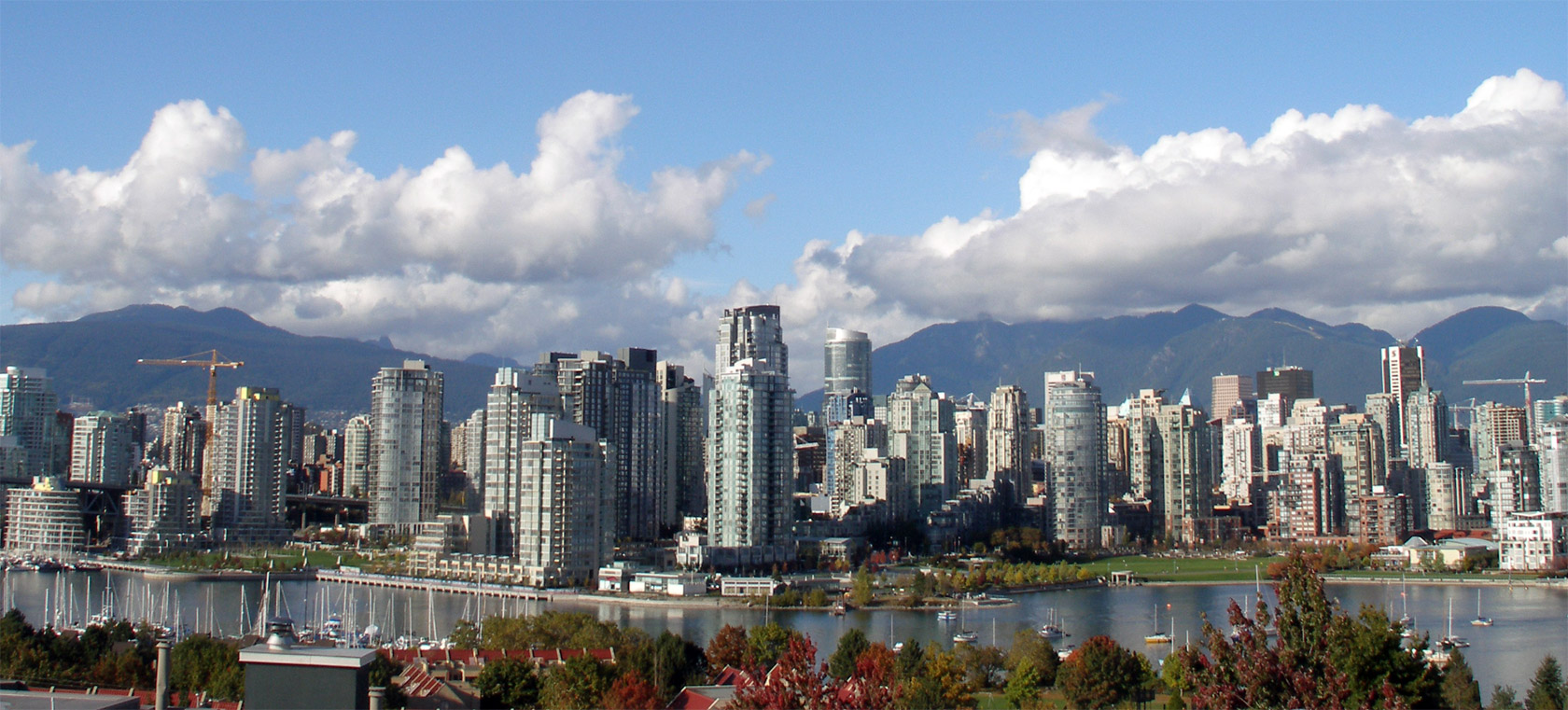

메트로 밴쿠버(Metro Vancouver)는 밴쿠버, 노스밴쿠버, 리치먼드, 버나비, 서리, 랭리, 화이트록 등을 포함하는 광범위한 지역, 즉 광역 도시권을 가리킨다. 메트로 밴쿠버는 캐나다에서 3번째로 큰 광역 도시권이다.

## 인구
- 총 합계해서 2,116,581 명이 살고 있고, 인구 증가율이 6.5%으로 주보다 약간 높은 수치로 인구가 증가하고 있다.
  - 한국인 - 44,830 명

| 연도 | 인구      | ±%      |
| ---- | --------- | ------- |
| 1891 | 21,887    | —       |
| 1901 | 42,926    | +96.1%  |
| 1911 | 164,020   | +282.1% |
| 1921 | 232,597   | +41.8%  |
| 1931 | 347,709   | +49.5%  |
| 1941 | 393,898   | +13.3%  |
| 1951 | 562,462   | +42.8%  |
| 1961 | 790,741   | +40.6%  |
| 1971 | 1,028,334 | +30.0%  |
| 1981 | 1,169,831 | +13.8%  |
| 1991 | 1,602,590 | +37.0%  |
| 1996 | 1,831,665 | +14.3%  |
| 2001 | 1,986,965 | +8.5%   |
| 2006 | 2,116,581 | +6.5%   |
| 2011 | 2,313,328 | +9.3%   |
| 2016 | 2,463,431 | +6.5%   |

1. ↑  “Largest Cities in Canada - Current Results”. 2021년 5월 4일에 확인함.